# L'agente speciale Mackintosh
L'agente speciale Mackintosh (The Mackintosh Man) è un film diretto da John Huston nel 1973 e interpretato da Paul Newman, Dominique Sanda, James Mason, Nigel Patrick, Harry Andrews, Ian Bannen.

## Trama
Un agente del controspionaggio britannico s'infiltra, fingendosi ladro di gioielli, in un'organizzazione spionistica e svela una rete di spie retta nientemeno che da un parlamentare.

## Accoglienza

### Critica
Recensendo il film sul Chicago Sun-Times, Roger Ebert lo definì "forse il primo film anti-spionaggio dopo quelli anti-western e anti-gangster movie.